# Mark de Jonge
Ne doit pas être confondu avec Marc de Jonge.
Pour les articles homonymes, voir de Jonge.
Mark de Jonge, né le 15 février 1984 à Calgary, est un kayakiste canadien.
Ingénieur de formation, il a été médaillé de bronze de kayak monoplace 200 m aux Jeux olympiques d'été de 2012 à Londres, derrière le Britannique Ed McKeever et l'Espagnol Saúl Craviotto.